# Statue-menhir de Cénomes
La statue-menhir de Cénomes est une statue-menhir appartenant au groupe rouergat découverte à Montagnol, dans le département de l'Aveyron en France.

## Description
Elle a été découverte en 1940 par le docteur Brunel dans le ruisseau du Nuéjouls. Elle est constituée d'une dalle en grès dont le site d'extraction le plus proche est situé à environ 7 à 8 km du site de sa découverte. Il s'agit du fragment supérieur d'une statue plus grande qui a été brisée. Il mesure 0,72 m de hauteur sur 0,49 m de largeur pour une épaisseur de 0,28 m.
C'est une statue atypique que Jean Arnal avait classé parmi les « hérétiques » dans le groupe dit de « Tauriac ». Le pourtour de la statue a été souligné par des bandes en relief sculptées. La statue est uniquement décorée d'une représentation gravée de « l'objet », il s'agit donc d'une statue masculine,.
La statue est conservée au Musée Fenaille à Rodez.